# 17749 Dulbecco
17749 Dulbecco è un asteroide della fascia principale. Scoperto nel 1998, presenta un'orbita caratterizzata da un semiasse maggiore pari a 2,3939410 au e da un'eccentricità di 0,2730622, inclinata di 7,28865° rispetto all'eclittica.
L'asteroide è dedicato al virologo italo-statunitense Renato Dulbecco.